# Song to a Seagull
| Оценки критиков               | Оценки критиков |
| Источник                      | Оценка          |
| ----------------------------- | --------------- |
| AllMusic                      | [ 3 ]           |
| Encyclopedia of Popular Music | [ 4 ]           |
| MusicHound                    | [ 5 ]           |
| Pitchfork                     | 6.7/10          |

Song to a Seagull (также известен как Joni Mitchell) — дебютный студийный альбом канадской певицы Джони Митчелл, выпущенный 23 марта 1968 года на лейбле Reprise Records. Альбом был записан на студии Sunset Sound в Голливуде, Калифорния, в конце 1967 года. Продюсером альбома выступил Дэвид Кросби.

## Список композиций
Слова и музыка всех песен — Джони Митчелл.
| №  | Название                 | Длительность |
| -- | ------------------------ | ------------ |
| 1. | «I Had a King»           | 3:37         |
| 2. | «Michael from Mountains» | 3:41         |
| 3. | «Night in the City»      | 2:30         |
| 4. | «Marcie»                 | 4:35         |
| 5. | «Nathan La Franeer»      | 3:18         |

| №                   | Название                | Длительность |
| ------------------- | ----------------------- | ------------ |
| 1.                  | «Sisotowbell Lane»      | 4:05         |
| 2.                  | «The Dawntreader»       | 5:04         |
| 3.                  | «The Pirate of Penance» | 2:44         |
| 4.                  | «Song to a Seagull»     | 3:51         |
| 5.                  | «Cactus Tree»           | 4:35         |
| Общая длительность: | Общая длительность:     | 38:00        |

## Чарты
| Чарт (1968)         | Высшая позиция |
| ------------------- | -------------- |
| США (Billboard 200) | 189            |